# 塞氏項鱨
塞氏項鱨，為輻鰭魚綱鯰形目脂鱨科的其中一種，為熱帶淡水魚，分布於非洲塞內加爾淡水流域，棲息在底層水域，生活習性不明。